# Centre national des énergies renouvelables
 (décembre 2024).
Si vous disposez d'ouvrages ou d'articles de référence ou si vous connaissez des sites web de qualité traitant du thème abordé ici, merci de compléter l'article en donnant les références utiles à sa vérifiabilité et en les liant à la section « Notes et références ».

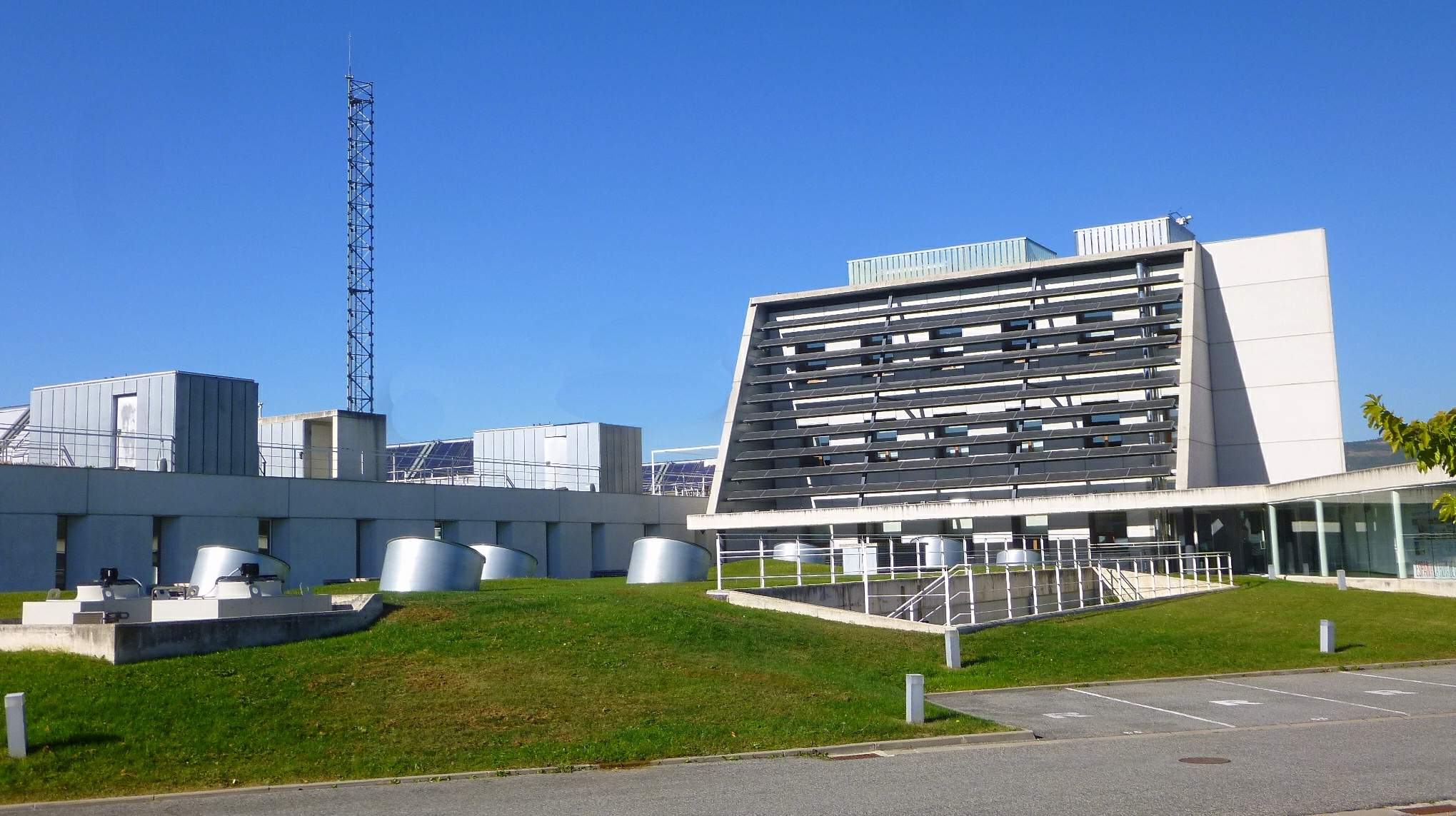
Vue du centre.

En Espagne, le Centre National d'Energies Renouvelables ou Cener est un centre technologique consacré aux énergies renouvelables.

## Caractéristiques
Le siège est à Pampelune en Navarre. L'activité a débuté en 2003. Près de 130 personnes travaillent pour cette fondation à but non lucratif dont les patrons sont des organismes publics de l'État et de la Communauté Statutaire de Navarre. En 2006, ses ventes ont atteint 8 millions d'euros, avec des clients comme Gamesa.
Le centre effectue ses recherches dans 5 secteurs:
- Énergie solaire ;
- Énergie éolienne ;
- Énergie de la biomasse ;
- Architecture bio-climatique et solaire thermique ;
- Électronique et hydrogène.

Il a récemment conclu un accord de 2 millions d'euros avec la Commission Nationale de l'Énergie de République dominicaine.